# Nycticebus hilleri
Nycticebus hilleri (лат.) — вид млекопитающих из рода толстых лори, эндемичный для острова Суматра.
Хотя раньше этот вид приматов считался младшим синонимом медленного лори, в настоящее время он признан МСОП как отдельный вид. Nycticebus hilleri назван в честь Хайрама М. Хиллера-младшего, который собрал образцы этого вида во время исследования Ост-Индии в 1901 году.